# Pobřežní pás (Texas)
Texas Coastal Bend (česky Texaský pobřežní pás) je geografický region v Texasu. Jeho jádro tvoří nížina podél texaského pobřeží Mexického zálivu. Představuje 26 pobřežních okresů v Texasu. V regionu se nachází mnohá významná města, například Brownsville, Corpus Christi či Houston.

## Kultura
Pobřežní pás Texasu je vlastně směsice venkovských, městských a předměstských tradic angloamerického a hispánského obyvatelstva, ačkoliv v kulturním dědictví jsou zastoupeni i Afroameričané a Asijci. Bílí Američané ovšem představují většinu obyvatel regionu.
Skutečnost, která spojuje všechny obyvatele je nebezpečí hurikánů a záplav.

## Nejvýznamnější města
Nejvýznamnějšími městy jsou:
- Houston
- Corpus Christi
- Pasadena
- Brownsville
- Beaumont
- Baytown
- Sugar Land
- Victoria
- Harlingen
- Edinburg
- Pharr
- Mission